# Cluwuk
Cluwuk is een bestuurslaag in het regentschap Batang van de provincie Midden-Java, Indonesië. Cluwuk telt 892 inwoners (volkstelling 2010).